# 鲁迦堪布·喜绕多吉
鲁迦堪布·喜绕多吉（？—？）民族及籍贯不详，第二世鲁迦堪布。

## 生平
明朝末期，“鲁家喇嘛”（lu kyav bla ma）喜绕尼玛（she rab nvi ma）游历后藏向格鲁派的班禅学经，因精通大小五明而获五世班禅器重，被封为“班禅堪布”（ban claen mkhan po）。喜绕尼玛还创建了东大寺。喜绕尼玛圆寂后转世，即为第二世鲁迦堪布喜绕多吉。